# پل اسمیت (بازیکن فوتبال، زاده ۱۹۷۹)
پل اسمیت (انگلیسی: Paul Smith؛ زادهٔ ۱۷ دسامبر ۱۹۷۹) بازیکن فوتبال اهل بریتانیا است.
از باشگاه‌هایی که در آن بازی کرده است می‌توان به باشگاه فوتبال ساوتند یونایتد، باشگاه فوتبال میدلزبرو، باشگاه فوتبال چارلتون اتلتیک، باشگاه فوتبال ساوت‌همپتون، باشگاه فوتبال کارشالتون اتلتیک، باشگاه فوتبال ناتینگهام فارست، و باشگاه فوتبال برنتفورد اشاره کرد.